# Valenciai Királyság
A Valenciai Királyság történelmi állam Dél-Európában. Az Aragón Korona országainak része volt.

## Az állam adatai
A középkori Valenciai Királyság területe lényegében azonos a mai Spanyolország Valencia autonóm közösségének a kiterjedésével.

## Története
I. (Hódító) Jakab aragón király, Árpád-házi Jolán magyar királyi hercegnőnek, II. András magyar király lányának a férje foglalta vissza a móroktól.
Hódító Jakab 1244-ben felosztotta örökségét fiai között, és az első, elvált feleségétől, az épp 1244-ben elhunyt Kasztíliai Eleonórától született fiának, Alfonznak csupán Aragóniát szánta, míg másodszülöttjének, Jolán királyné fiának, Péternek a Valenciai Királyságot és Katalóniát hagyta meg az osztozkodásban. A Mallorcai Királyság pedig a szintén Árpád-házi Jolántól származó harmadszülött fiának, Jakab számára volt fenntartva. Ezzel Hódító Jakab három királysága három fia között lett volna felosztva, és e terv szerint a Valenciai Királyságnak is külön, önálló uralkodója lett volna.
Eleonóra fiából azonban nem lett Aragónia királya, hiszen még apja életében, 1260-ban meghalt utódok hátrahagyása nélkül, így féltestvére, Péter örökölte Mallorca kivételével apjuk minden országát annak halálakor 1276-ban III. Péter néven. Ebből kifolyólag Az Aragóniai és a Valenciai Királyság  bár jogilag két külön állam volt az Aragón Korona országainak égisze alatt, de a Valenciai Királyság  fennállása alatt mindig Aragóniával közös uralkodóval bírt.
A Valenciai Királyságot hagyományosan a közös aragón–valenciai királyné kormányozta az ország székhelyéről, Valencia városából, ahol gyakran tartózkodtak udvartartásukkal, míg a közös király Katalónia székhelyéről, Barcelonából irányította az Aragón Korona országait, a koronázásokat pedig az Aragón Királyság fővárosában, Zaragozában tartották.
II. (Katolikus) Ferdinánd 1506. március 22-én a valenciai Déniában kötötte meg második házasságát Foix Germána navarrai királyi hercegnővel, mikor II. (Aragóniai) Ferdinánd leánya, Őrült Johanna és veje Szép Fülöp útban volt Hispánia felé, hogy elfoglalja a kasztíliai trónt. Katolikus Ferdinánd visszavonult örökölt királyságaiba, így Hispánia két nagy királyságának, Kasztíliának és a Valenciával perszonálunióban lévő Aragóniának az útjai újból elváltak egy kis időre egymástól.